# Sylvain Turgeon
Sylvain Turgeon (Rouyn-Noranda, 17 gennaio 1965) è un ex hockeista su ghiaccio canadese.

## Carriera
Scelto in seconda posizione assoluta al Draft 1983 dagli Hartford Whalers, giocò con loro per sei stagioni, prima di passare ai New Jersey Devils in cambio di Pat Verbeek. Dopo un anno fu scambiato dai Devils con i Montréal Canadiens per Claude Lemieux, ma nella sua prima stagione coi canadesi fece poche apparizioni per colpa di due gravi infortuni (un'operazione alla schiena per risolvere un'ernia al disco ed una rottura della rotula). In occasione dell'NHL Expansion Draft 1992 passò agli Ottawa Senators, per quelle che saranno le sue ultime tre stagioni in NHL.
Dopo un anno in IHL con gli Houston Aeros, Turgeon è passato a giocare in Europa, dapprima in Italia, dove disputò l'Alpenliga 1996-1997 con l'HC Bolzano, poi tra Germania (Wedemark Scorpions dopo aver lasciato l'Italia nel 1997, Revierlöwen Oberhausen nel 1997-1998 e Kassel Huskies nella prima parte della stagione 1998-1999 e nuovamente dal 1999 al 2001) e Svizzera (EHC Olten nell'ultima parte della stagione 1996-1997, SC Herisau per gli ultimi incontri della stagione 1997-1998, SCL Tigers nell'ultima parte della stagione 1998-1999 e HC Thurgau per la stagione 2001-2002).

## Vita privata
Sylvain Turgeon è il fratello maggiore di Pierre Turgeon, e zio di Dominic Turgeon, entrambi giocatori di hockey su ghiaccio.

## Palmarès

### Individuale
- NHL All-Rookie Team: 1

1983-1984
- DEL All-Star Team: 1

2000-2001